# العلاقات الأردنية المالية
العلاقات الأردنية المالية هي العلاقات الثنائية التي تجمع بين الأردن ومالي.

## مقارنة بين البلدين
هذه مقارنة عامة ومرجعية للدولتين:
| وجه المقارنة                                              | الأردن                   | مالي            |
| --------------------------------------------------------- | ------------------------ | --------------- |
| المساحة (كم2)                                             | 89.34 ألف                | 1.24 مليون      |
| عدد السكان (نسمة)                                         | 9.81 مليون               | 18.54 مليون     |
| الكثافة السكانية (ن./كم²)                                 | 109.81                   | 14.95           |
| العاصمة                                                   | عمان                     | باماكو          |
| اللغة الرسمية                                             | اللغة العربية            | لغة فرنسية      |
| العملة                                                    | دينار أردني              | فرنك غرب أفريقي |
| الناتج المحلي الإجمالي (بليون دولار)                      | 40.07 مليار              | 15.29 مليار     |
| الناتج المحلي الإجمالي (تعادل القوة الشرائية) بليون دولار | 82.80 مليار              | 35.69 مليار     |
| الناتج المحلي الإجمالي الاسمي للفرد دولار أمريكي          | 4.94 ألف                 | 724             |
| الناتج المحلي الإجمالي للفرد دولار أمريكي                 | 12.05 ألف                | 1.60 ألف        |
| مؤشر التنمية البشرية                                      | 0.748                    | 0.419           |
| رمز المكالمات الدولي                                      | +962                     | +223            |
| رمز الإنترنت                                              | .jo                      | .ml             |
| المنطقة الزمنية                                           | ت ع م+02:00، ت ع م+03:00 | 00              |

## منظمات دولية مشتركة
يشترك البلدان في عضوية مجموعة من المنظمات الدولية، منها:
| علم المنظمة | اسم المنظمة                                                | تاريخ انضمام الأردن | تاريخ انضمام مالي |
| ----------- | ---------------------------------------------------------- | ------------------- | ----------------- |
|             | مؤسسة التنمية الدولية                                      | 4 أكتوبر 1960       | 27 سبتمبر 1963    |
|             | الأمم المتحدة                                              | 14 ديسمبر 1955      | 28 سبتمبر 1960    |
|             | منظمة التجارة العالمية                                     | ?                   | ?                 |
|             | العملية المشتركة للاتحاد الأفريقي والأمم المتحدة في دارفور | ?                   | ?                 |
|             | منظمة التعاون الإسلامي                                     | ?                   | ?                 |
|             | منظمة الشرطة الجنائية الدولية                              | ?                   | ?                 |
|             | المركز الدولي لتسوية المنازعات الاستشارية                  | 29 نوفمبر 1972      | 2 فبراير 1978     |
|             | الاتحاد الدولي للاتصالات                                   | 20 مايو 1947        | 21 أكتوبر 1960    |
|             | البنك الدولي للإنشاء والتعمير                              | 29 أغسطس 1952       | 27 سبتمبر 1963    |
|             | الاتحاد البريدي العالمي                                    | ?                   | ?                 |
|             | منظمة حظر الأسلحة الكيميائية                               | ?                   | ?                 |
|             | مؤسسة التمويل الدولية                                      | 20 يوليو 1956       | 9 مايو 1978       |
|             | وكالة ضمان الاستثمار متعدد الأطراف                         | 12 أبريل 1988       | 22 أكتوبر 1992    |
|             | يونسكو                                                     | 14 يونيو 1950       | 7 نوفمبر 1960     |

## وصلات خارجية
- موقع وزارة الخارجية الأردنية